# Пэтси Монтана
Пэ́тси Монта́на (англ. Patsy Montana, наст. имя: Руби Роуз Блевинс; 30 октября 1908 — 3 мая 1996) — американская кантри-певица. Была избрана в Зал славы кантри (1996) и Зал славы Ассоциации музыки вестерн (1989).
В 1930-х годах Пэсти Монтана собирала аудитории более 100 000 человек. Она первая кантри-певица, чья грампластинка (с песней «I Want to Be a Cowboy’s Sweetheart») разошлась тиражом в один миллион экземпляров (1935).